# V378 Весов
V378 Весов (лат. V378 Librae) — двойная затменная переменная звезда типа W Большой Медведицы (EW) в созвездии Весов на расстоянии приблизительно 580 световых лет (около 178 парсеков) от Солнца. Видимая звёздная величина звезды — от +10,91m до +10,36m. Орбитальный период — около 0,4177 суток (10,026 часов).

## Характеристики
Первый компонент — жёлто-белая звезда спектрального класса F. Эффективная температура — около 5999 К.